# Companyia estatal de televisió i radioemissora de tot Rússia
La Companyia estatal panrusa de televisió i radiodifusió (en rus: Всероссийская государственная телевизионная и радиовещательная компания), les sigles de la qual són VGTRK (ВГТРК) és una companyia estatal de radiodifusió pública de Rússia. Actualment gestiona cinc emissores de ràdio, diversos canals de televisió, una plataforma de televisió digital i serveis de vídeo a la carta.
Entre 1993 i 2022, va ser membre activa de la Unió Europea de Radiodifusió. VGTRK no té relació amb el primer canal de televisió públic, Pervi Kanal.

## Història
VGTRK va ser fundada el 14 de juliol de 1990 per iniciativa del Presidium del Soviet Suprem de Rússia com l'empresa de mitjans públics de la RSFS de Rússia (actual Federació de Rússia). L'emissora «Ràdio Rossii» va començar les seves emissions el 10 de desembre de 1990 sobre freqüències que pertanyien a la Ràdio Soviètica, a la qual més tard seguirien «Radi Mayak» (1991) i «La Veu de Rússia» (1993). D'altra banda, el canal de televisió «RTR» es va engegar el 13 de maig de 1991 en el buit que deixava la segona cadena de la Televisió Central Soviètica.
La funció de la VGTRK era servir com una gran companyia de radiodifusió pública sota control de Rússia que funcionaria a través de les antigues freqüències soviètiques, mentre que el primer canal ex-soviètic (ORT1) seria una televisió pública oberta al capital privat. En 1993, la VGTRK va ser acceptada com a membre actiu de la Unió Europea de Radiodifusió.
L'1 de novembre es va llançar un segon canal de televisió, «RTR 2», més tard canviat el nom «Rossiya K». En 2002 es va crear el servei «RTR Planeta» pels tots els països de parla russa.
Actualment, VGTRK té cobertura en el 98,5 % de la Federació de Rússia i aposta especialment per la producció nacional, mentre que la seva contrapart, Pervi Kanal, té més produccions estrangeres. A més compta amb senyals propis per a Belarús, la població de parla russa a Moldàvia, una variant de RTR Planeta per als països bàltics i una participació al canal europeu de notícies Euronews.
El 25 de febrer de 2022, a causa de la invasió russa d'Ucraïna, la Unió Europea de Radiodifusió va vetar la participació de Rússia al Festival de la Cançó d'Eurovisió 2022. Així mateix, diverses radiodifusores públiques d'Europa van demanar la UER que suspengués les emissores russes membres de l'organització, i aquesta va establir el 28 de febrer com a data per debatre l'assumpte i prendren una decisió al respecte. No obstant això, van ser les emissores mateixes (VGTRK, Pervi Kanal i Radio Dom Ostankino) les que van abandonar la UER dos dies abans.

## Serveis

### Ràdio
VGTRK compta amb cinc emissores de ràdio, totes elles amb seu a Moscou i de cobertura nacional. Com que Rússia té dotze fusos horaris diferents, la graella pot variar en funció de cada emissora.
- Radio Rossii: emissora dedicada a la informació i continguts de servei públic.[2] Emet en FM (tot el país) i en AM (Moscou i Sant Petersburg).
- Mayak: ràdio especialitzada en programes d'actualitat, cultura i entreteniment. És hereva de la segona ràdio soviètica, les emissions de la qual van començar el 1964. Disponible en FM i AM.
- Radio Kultura: especialitzada en programes culturals, música clàssica i documentals. Llançat l'1 de novembre de 2004. Emet únicament a la capital.
- Vesti FM: cadena d'informació contínua de la VGRTK. Va ser creada en 2008 i està disponible en FM (tot el país) i en AM (grans ciutats).
- Yúnost: ràdio musical dirigida al públic juvenil. Va ser creada en 1962, va tancar les seves emissions FM en 2015, i va tornar a l'aire en 2018 per internet.

Està també present l'emissora de música clàssica Orfeu, que actualment no aquesta vinculada a la VGTRK, però igualment és considerada una emissora estatal per part de la Russian State Musical TV and Radio Centre.
Des de 1993 fins a 2014, es va ocupar també del canal internacional «La Veu de Rússia», reemplaçat pel servei de l'agència Spútnik.

### Televisió

Logotip de Rossiya 1.

Els següents canals estan disponibles en senyal obert:
- Rossiya 1: principal canal de televisió, ofereix una programació generalista i centrada en la producció nacional. Programació adaptada a 5 zones horàries. Disponible en alta definició.
- Rossiya 24: canal d'informació contínua en directe.
- Rossiya K: canal temàtic amb programació cultural. Programació adaptada a 4 zones horàries.
- Karusel: canal infantil, en col·laboració amb Pervi Kanal. Disposa de versió internacional.

Els següents canals són d'àmbit internacional:
- Planeta RTR: senyal internacional per a la població de parla russa. Programació adaptada a 2 zones horàries.
- Planeta RTR Báltika: senyal internacional propi per als països bàltics.
- Rossiya RTR, senyal internacional dins de la Comunitat d'Estats Independents. Programació adaptada a 3 zones horàries.
- RTR Belarús: versió pròpia de Rossiya 1 per a Belarús. Va començar a emetre en 2008.
- RTR Moldova: versió pròpia de Rossiya 1 per a Moldàvia. Va començar a emetre en 2013.

A més, VGTRK gestiona les plataformes «Televisió Digital» (Цифровое телевидение), amb més de 20 canals temàtics disponibles en satèl·lit i plataformes de pagament, i el portal digital infantil «Mult» (Мульт).
El grup va comptar amb tres canals esportius sota la marca «Sport» (Спорт) des de 2010 fins a 2016, quan van ser venuts a Gazprom Mitjana per crear el servei esportiu «Match TV» (Матч ТВ)

### Centres regionals
A nivell regional, la VGTRK manté una xarxa heretada de la Televisió Central Soviètica amb més de 90 centres, tots propis, que la converteixen en una de les majors xarxes de televisió del món. Cadascun dels centres cobreix a tots els subjectes de la Federació de Rússia (85 en total). A més d'emetre els principals canals de ràdio (Radio Rossii i Mayak) i televisió (Rossiya 1, Rossiya 24 i Rossiya K), s'encarreguen de subministrar informació regional a la xarxa.
La capital Moscou compta amb dos canals propis: «Moscou 24», gestionat pel govern local, i «360° Podmoskovie», destinat a tota l'óblast de Moscou.